# Hans van Baalen

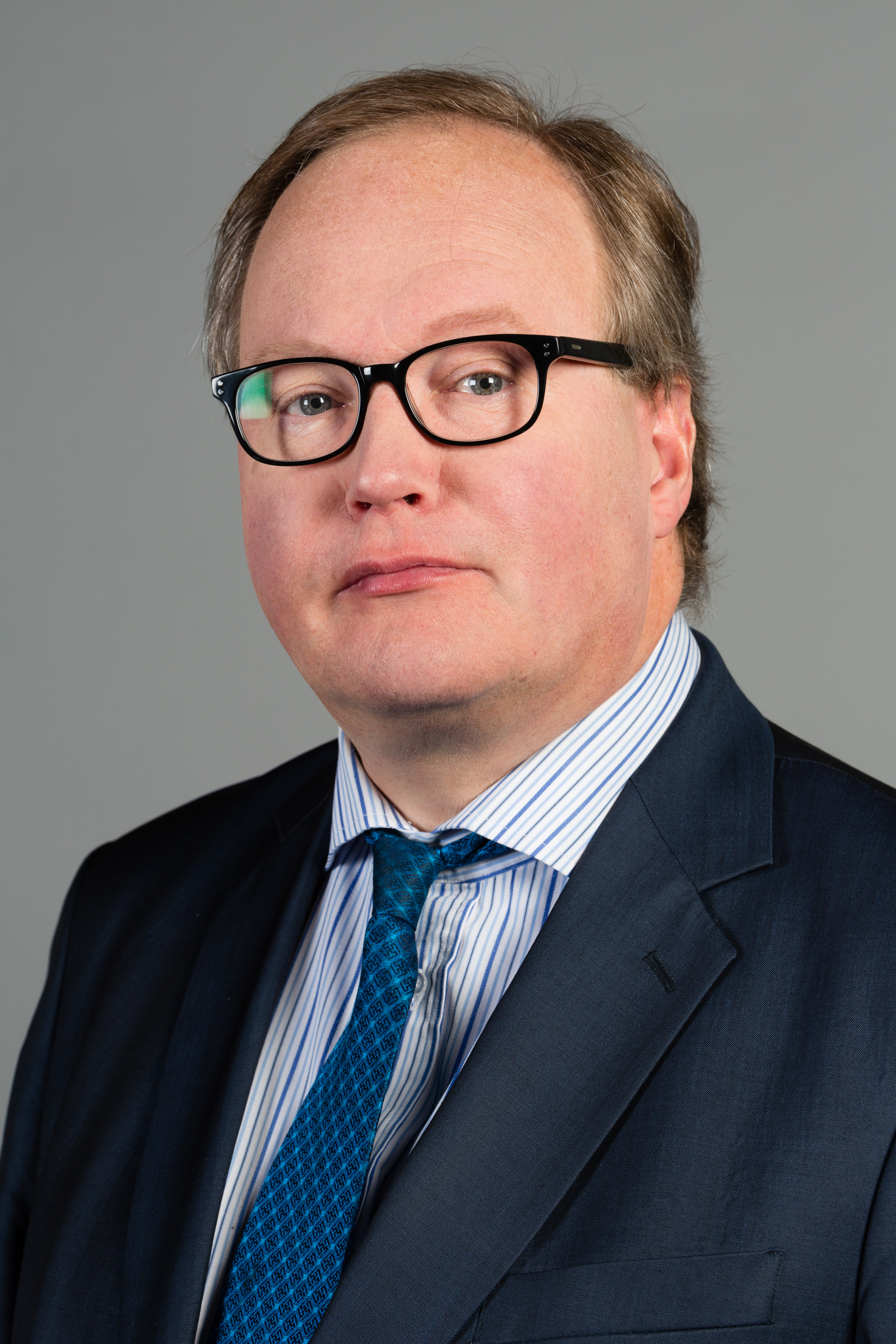
Hans van Baalen (2014)

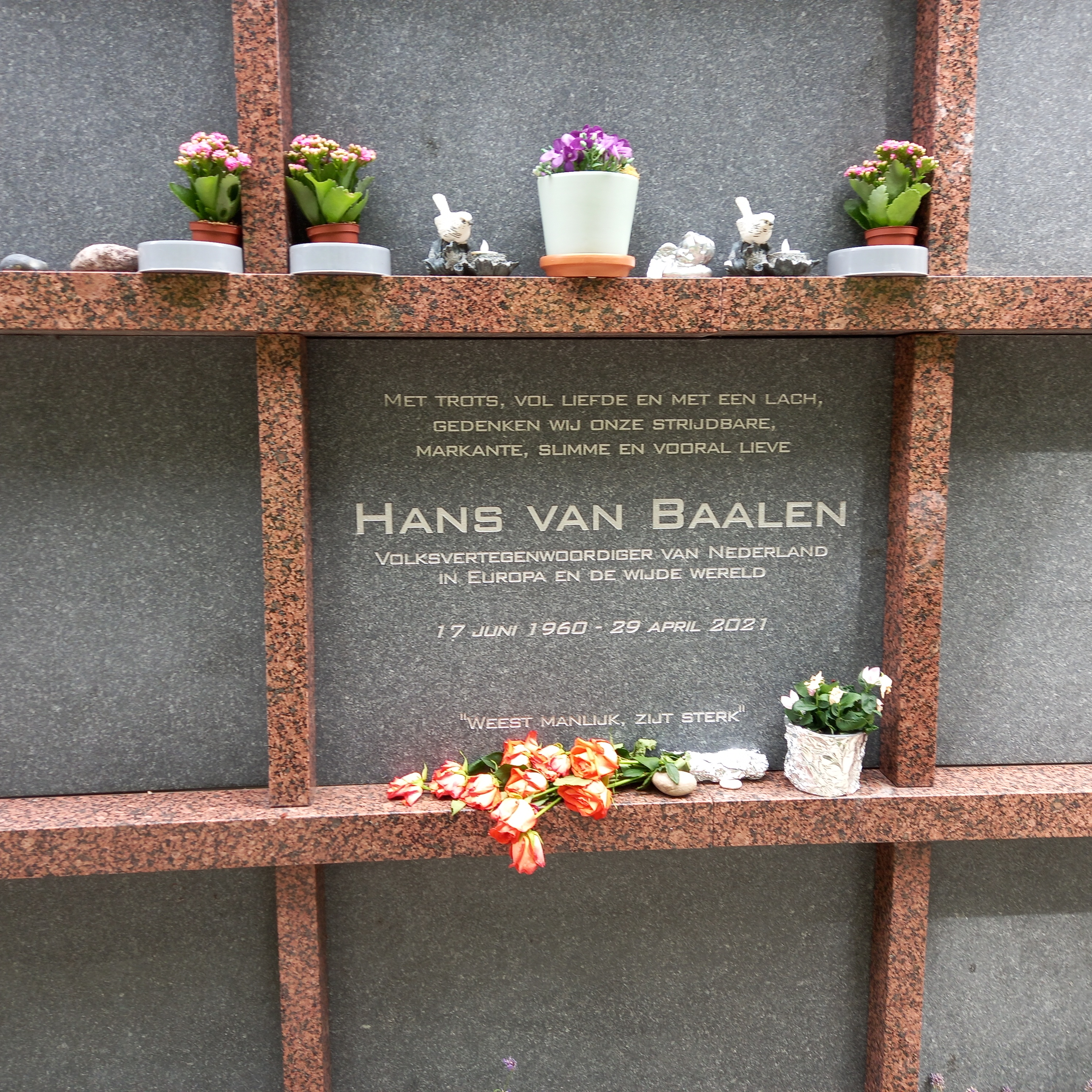
Das Grab von Hans van Baalen auf dem katholischen Friedhof Sint Petrus Banden in Den Haag

Johannes Cornelis „Hans“ van Baalen (* 17. Juni 1960 in Rotterdam; † 29. April 2021 ebenda) war ein niederländischer Politiker der Volkspartij voor Vrijheid en Democratie (VVD). Er war von 2009 bis 2019 Mitglied des Europäischen Parlaments und von November 2015 bis zu seinem Tod Parteivorsitzender der Allianz der Liberalen und Demokraten für Europa (ALDE).

## Leben
Nach seiner Schulzeit in Krimpen aan den IJssel studierte van Baalen Rechtswissenschaften an der Universität Leiden. Er war Oberst der Reserve und war in dieser Funktion 2002 im Auslandseinsatz in Bosnien. Von 1999 bis 2002 sowie von 2003 bis 2009 war van Baalen Abgeordneter in der Zweiten Kammer der Generalstaaten. 
Von 2009 bis 2019 war er Mitglied des Europaparlaments. Dort saß er in der ALDE-Fraktion, deren Vorstand er von 2009 bis 2014 angehörte. Er war Mitglied im Ausschuss für auswärtige Angelegenheiten, im Unterausschuss für Sicherheit und Verteidigung, Vorsitzender der Delegation für die Beziehungen zu Japan (2009–2014) und Vorsitzender der Delegation für die Beziehungen zu Südafrika (2014–2019).
Im Oktober 2009 übernahm van Baalen den Vorsitz der Liberalen Internationalen, den er bis 2014 innehatte. Als Nachfolger von Graham Watson wurde er im November 2015 zum Vorsitzenden der Allianz der Liberalen und Demokraten für Europa (ALDE) gewählt, dem Zusammenschluss liberaler Parteien auf europäischer Ebene. Diese führte er bis zu seinem Lebensende.
In Nicaragua war er ab 2009 persona non grata, nachdem er der Einmischung in innere Angelegenheiten des Staates beschuldigt worden war. Van Baalen gehörte zu den 89 Personen aus der Europäischen Union, gegen die die russische Regierung im Mai 2015 ein Einreiseverbot verhängte.
Seit 2017 gehörte er dem Kuratorium der Friedrich-Naumann-Stiftung für die Freiheit an.
Van Baalen starb am 29. April 2021 nach kurzer Krankheit. Er hinterließ seine Ehefrau und einen Sohn.